# Fright Night
Fright Night — дебютный студийный альбом финской пауэр-метал-группы Stratovarius, вышедший в 1989 году.

## Список композиций
Вся музыка написана Толкки.
| №                   | Название            | Текст песни         | Длительность |
| ------------------- | ------------------- | ------------------- | ------------ |
| 1.                  | «Future Shock»      | Лассила, Толкки     | 4:35         |
| 2.                  | «False Messiah»     | Толкки              | 5:20         |
| 3.                  | «Black Night»       | Лассила             | 3:43         |
| 4.                  | «Witch-Hunt»        | Лассила             | 3:22         |
| 5.                  | «Fire Dance»        | (инструментальная)  | 2:20         |
| 6.                  | «Fright Night»      | Лассила, Толкки     | 8:13         |
| 7.                  | «Night Screamer»    | Лассила             | 4:48         |
| 8.                  | «Darkness»          | Толкки              | 6:57         |
| 9.                  | «Goodbye»           | (инструментальная)  | 1:12         |
| Общая длительность: | Общая длительность: | Общая длительность: | 40:30        |

## Участники записи
- Тимо Толкки — гитара, вокал
- Юрки Лентонен — бас-гитара
- Антти Иконен — клавишные
- Туомо Лассила — барабаны

### Создание
- Записан на: Finnvox Studios
- Продюсирование: Stratovarius
- Инжиниринг: Make Torronen